# Tyrell Fortune

Zawodnik Grand Canyon Antelopes

Tyrell Marcell Fortune (ur. 4 lipca 1990) – amerykański zapaśnik walczący przeważnie w stylu wolnym. Trzeci w Pucharze Świata w 2014. Triumfator akademickich MŚ w 2014. Brązowy medalista Uniwersjady w 2013 i piąty w stylu klasycznym.
Zawodnik Lakeridge High School z Lake Oswego, Clackamas Community College w Oregon City i Grand Canyon University w Phoenix. All American w NCAA Division II, pierwszy w 2013 roku.

## Lista zawodowych walk MMA
| Wynik   | Bilans | Przeciwnik      | Rozstrzygnięcie           | Runda | Czas | Rozgrywki    | Data       | Miejsce    | Uwagi         |
| ------- | ------ | --------------- | ------------------------- | ----- | ---- | ------------ | ---------- | ---------- | ------------- |
|         |        | Witalij Minakow |                           |       |      | Bellator 269 | 23.10.2021 | Moskwa     | Co-Main Event |
| Wygrana | 11-1   | Matt Mitrione   | TKO (poddanie po ciosach) | 1     | 1:45 | Bellator 262 | 16.07.2021 | Uncasville |               |
| Wygrana | 10-1   | Jack May        | TKO (Ground and Pound)    | 1     | 3:16 | Bellator 255 | 02.04.2021 | Uncasville |               |